# Pia Burrick
Pia Burrick (3 april 1959) is een Belgisch glaskunstenaar van hedendaagse glaskunst.

## Opleiding
Pia Burrick studeerde tussen 1977 en 1979 Monumentale Kunsten aan de Koninklijke Academie voor Schone Kunsten in Antwerpen. Vervolgens volgde ze van 1980 tot 1981een opleiding Monumentale Kunsten met de specialisatie Glaskunst aan het Sint-Lucasinstituut in Gent.

## Loopbaan
Sinds 1983 werkt ze als zelfstandig glaskunstenaar. Ze volgde een opleiding monumentale kunsten en restauratie aan de Antwerpse academie. Vanaf 1990 is ze docente glaskunst en beeldende vorming aan de Stedelijke Academie voor Schone Kunsten in Brugge. Zij werkt samen met architecten en bouwheren vooral met glas in loodtechniek, ze maakt ook artistiek brandglas, collages met glas, waarbij verschillende technieken gebruikt worden. De technieken zijn etsen, fusing en zandstralen.
Burrick stelt regelmatig tentoon in Brugge zoals Handmade Brugge. In 2020 stond ze met een tentoonstelling Walking the Dog in de Bartholomeuskerk in Nieuwmunster. Ter gelegenheid van de zestigste verjaardag van Pia Burrick werd door de Stichting Kunstboek Lines and Light gepubliceerd, een boek over haar carrière als glaskunstenares.

## Onderscheidingen
- 1979: 2de prijs 'Het Belgisch Glasraam', Brussel
- 1982: 1ste prijs 'Het Belgisch Glasraam', Brussel
- 1985: selectie 'Homenatge à Joan Miro', Barcelona
- 1986: eervolle vermelding 'Marnixringprijs Felix De Boeck', Dilbeek
- 1989: selectie 'Salon International du Vitrail', Chartres-Nîmes
- 1993: selectie 'International Exhibition of Arts & Crafts', Taipei[6]